# Якуценя Максим Євгенович
Максим Євгенович Якуценя (рос. Максим Евгеньевич Якуценя; 14 лютого 1981, м. Сєров, СРСР) — російський хокеїст, нападник. Виступає за «Металург» (Магнітогорськ) у Континентальній хокейній лізі.
Вихованець хокейної школи «Металург» (Сєров). Виступав за «Металург» (Сєров), «Мечел» (Челябінськ), «Салават Юлаєв» (Уфа), ЦСКА (Москва), «Металург» (Новокузнецьк), «Авангард» (Омськ), «Нафтохімік» (Нижньокамськ), «Трактор» (Челябінськ), «Донбас» (Донецьк).
У вересні 2013 року під час виступів за «Донбас» дав попередню згоду на прийняття українське громадянство, але через початок російсько-української війни не зробив цього.